# Soriano (motocicletas)
Soriano fue una marca española de motocicletas, creada por Ricardo Soriano y activa en Madrid, entre los años 1941 y 1954, si bien la producción estuvo concentrada entre 1942 y 1952.

## Historia
Ricardo Soriano Scholtz von Hermensdorff, marqués de Ivanrey, ingeniero, deportista y  diseñador, es también conocido por haber fundado junto con José Luis Pedroso la marca de automóviles Soriano-Pedroso, producidos en Francia en los años 20.
Terminada la Guerra Civil Española, Ricardo Soriano volvió a residir en España, y en 1941 fundó en Madrid la empresa R. Soriano S.A. para la fabricación de motocicletas, incluyendo scooters, y también derivados como los motocarros o triciclos de carga.
En 1954, tras haber emprendido dos años antes la fabricación del primer scooter español en asociación con el industrial navarro Félix Huarte, R Soriano SA cesó sus actividades.

## Modelos
Fabricó diversos modelos muy populares de motocicletas de rueda pequeña, sumando un total de 6.000 unidades. El principio constructivo aplicado fue el de reducción al mínimo para ahorrar peso, materia prima y costes.
El primer modelo o "A" fue denominado Potro de Acero, una serie de 100 unidades con motor refrigerado por aire forzado. 
El segundo modelo o "B" se denominaría Tigre; Soriano deseaba producir 1000 unidades, que se quedarían en 200 por problemas de fiabilidad. 
Después apareció el modelo Puma, incorporando ya el motor Villiers de 122cc, cuya mayor fiabilidad mecánica no fue suficiente para conseguir el éxito comercial; como novedad incorporaba dos bujías en la culata, diseño del mecánico de Marbella Tomás Prieto.
A continuación se presentó el modelo Lince, con el motor construido ya en España (Hispano Villiers). 
Finalmente aparecería el modelo Pantera, con cambios en motor y horquilla delantera, de tipo telescópica.
En 1952 proyectó una versión actualizada del modelo Puma, llegándose a construir un prototipo (Puma 2) pero sin alcanzar la comercialización. A pesar de ello, Soriano se asoció con el industrial navarro Félix Huarte para fabricar una versión modificada que se denominaría Husor 201; el nombre resultaba de la composición de los apellidos Hu-arte y Sor-iano.
Hacia 1954 cerró la fábrica de motocicletas Soriano, y el propio Ricardo Soriano se desplazó a Marbella, donde sería protagonista de su boom turístico e inmobiliario.
Por su parte, la familia Huarte desarrolló un nuevo modelo denominado Iruña 202 para denotar su carácter navarro, pero ya sin la participación de Soriano.